# Бањалучка регија
Бањалучка регија се налази у западном дијелу Републике Српске. Обухвата дио историјско-географске области Крајине, чије име потиче из времена када је ова област била гранично подручје између Турске и Аустроугарске.

## Положај
На западу и југу регије је ентитетска линија (граница) са Федерацијом Босне и Херцеговине. И ова граница је дјелимично природна, а чине је ријека Уна и планине Клековача и Виторог. На истоку је граница са Добојско-бијељинском регијом. Географски положај регије је повољан. Она је транзитно подручје између Панонске низије и јадранског Приморја. Долинама ријека (Сава, Уна, Врбас) је повезана са појединим кантонима Федерације Босне и Херцеговине и Добојско-бијељинском регијом Републике Српске. Већи дио регије припада Панонској области, а мањи дио Планинско-котлинској рељефној области Републике Српске. Острвске планине ове регије се налазе у Панонској области. То су:
- Козара, острвска планина између ријека Саве, Уне, Сане и Врбаса. Највиши врх је Лисина, 977 метара. Дуга је 70 km, широко око 20 km и добро је пошумљена. У циљу заштите и очувања природних и њених културно-историјских вриједности централи дио Козаре (3900 хектара), проглашен је националним парком 1967. године. У средишњем дијелу националног парка је плато Мраковица. На њему је уређен Меморијални комплекс (музеј, споменик и меморијални зид) погинулим Козарчанима у Другом свјетском рату.

- Просара, ниска стршењачка планина смјештена ријека Уне на западу, Јабланице на истоку и југоистоку и Саве на сјеверу. Највећи врх налази се на 363 метара надморске висине. Просара је богата водом и она је под густом вегетацијом. Налази се на простору општина Козарске Дубице и Градишке.
- Мотајица, планина која се пружа десном обалом ријеке Саве, граница на југу је долина ријеке Лепенице, а западну чини мала ријека Ина. Дуга је 12 до 15 km и широка 7 km. Пружа се у смјеру сјеверозапад-југоисток. Највиши врх је Градина, 652 метара надморске висине. Богата је гранитом и шумама, посебно квалитетним дрвећем храста и букве.

У регији се такође налази и Лијевче поље које је алувијална раван око доњег тока и ушћа Врбаса у Саву. Плодно земљиште је њено значајно богатство. На сјеверу Лијевче поља налази се мочварни екосистем. 
Ободу Панонске низије припадају и рудне и флишне планине Динарида. Најпознатије су:
- Мањача, планина југозападно од Бања Луке. Највиши врх је Велика Мањача са висином од 1236 метара. Дио Мањаче је област Змијање. У селу Стричићи на Змијању, рођен је познати српски писац Петар Кочић. Мањачу такође обиљежава велико богатство биљног и животињског свијета. Овде се налази и највећа јама у Босни и Херцеговини, која достиже до 302 метра дубине.

- Чемерница, налази се јужно од Бања Луке, на подручјима општина Мркоњић Град, Кнежево и управо Бања Луке. Највиши врх је голи Вис на висини од 1339 метара. Окружују је ријеке Врбас и њене притоке Угар и Врбања. Источно се налази планина Мањача. Обрасла је бјелогоричном шумом (граб, јасен, буква), а са сјевероисточне стране је прекривена пашњацима, који се љети користе за испашу стоке.
- Узломац, издужена планина у средишњем дијелу Босне и Херцеговине, чији се врх налази у општини Котор Варош. Протеже се смјером сјеверозапад-југоисток од ријеке Крушевице до Јошавке. Има два највиша врха који су исте висине, а то су Јеловка (1002 метра) и Прдељица (1002 метра). Прекривају је мјешовите листопадне шуме храста китњака и лужњака и букве. Богата је такође и изворима и ловном дивљачи. Поред тога, богата је и водама текућицама: изворима, потоцима и ријекама.
- Мајданска планина, планина богата жељезом која се налази југозападно од Приједора. Највиши врх је Главица (650 метара.

У Планинско-котлинској области регије је област Била и поља. Ту се издвајају планине:
- Виторог, Динарска планина на којој се срећу утицаји континенталне и средоземне климе. Највиши врх је 1906 метара. Име Виторог потиче од кречњачких врхова у облику витких шиљака. Садржи велико богатство флоре и фауне.

- Срнетица, припада подручју западне Босне. Највећи врх је Миљакуша (1375 метара). Изграђена је од кречњака и претежно обрасла шумом.
- Димитор, такође кречњачка планина, а налази се источно од горњег тока ријеке Сане. Највиши врхови су Мали Димитор (1483 метара), Јаворац (1332 метара) и Козја страна (1311 метара). Оскудијева изворним водама.
- Клековача, планина југоисточно од Бихаћа. Највиши врх је Велика Клековача (1962 метара). Богата је великом и густом четинарском шумом која на надморској висини од 1500 метара прелази у рјеђу букову шуму. Врх Клековаче обрастао је клеком, ниским растињем, по чему је и добила име. На Клековачи се може пронаћи и ријетка биљка рунолист, а ријетка љековита биљка жута линцура претјераним брањем је готово искоријењена.

## Клима и биљни свијет
Бањалучка регија је рељефно нагнута од југа према сјеверу, па је зато широко отворена континенталним утицајима из Панонске низије. Највећи, средишњи дио регије има умјереноконтиненталну климу. Сјеверни дио регије (Посавина) има континенталну климу са најмањом количином падавина у току године. Јужни дио регије, подручје Била и поља има планинску климу. Због утицаја западних вјетрова, количина падавина је већа у западним и јужним дијеловима регије. Сјеверни дио регије је био карактеристичан по травнатим површинама које су претворене у ораничне површине. Природна вегетација је измијењена у котлинама и на брдовитим предјелима. Простране храстове шуме одавно су искрчене и претворене у воћњаке. Брдовити предјели регије су познати по шумама питомог кестена. 

## Воде и природна богатства
Ријеке Бањалучке регије су површинске, а све припадају сливу Црног мора. Највеће су:
- Сава, ријека у сјеверној Босни и Херцеговини и највећа ријека у читавој земљи. То је мирна ријека погодна за риболов и рекреацију, те располажу значајним хидроенергетским потенцијалом. Улива се у Дунав.
- Уна, ријека у сјеверозападном дијелу Босне и Херцеговине. Мјесто је богатог туристичког промета и међународне спортско-туристичке манифестације Уна-Регата. Улива се у Саву.
- Врбас, ријека у западном дијелу Босне и Херцеговине. На Врбасу је изграђено неколико значајних хидроцентрала (Јајце 2, Бочац). Улива се у Саву.
- Сана, ријека у Босанској Крајини. У мјесецу јуну одржава се манифестација „Дан ријеке Сане“, еколошка манифестација која има за циљ очување и заштиту ријеке. Улива се у Уну.
- Плива, десна притока Врбаса, дугачка је 33 km. Ушће јој је код Јајца гдје гради 22 метра висок водопад.
- Јањ, кратка ријека од свега 14 km. То је десна притока Пливе. Тече кроз кањон чије су литице високе до 200 метара. Кањони Пливе и Јања су заштићени природни резерват Републике Српске. Обје су веома богате рибом па се на њима често одржавају такмичења у спортском риболову.
- Угар, десна притока Врбаса. Извире у подножју планине Влашић и дијелом тока тече ентитетском границом. Велики дио тока од 45 km је дубока кањонска долина.

Што се тиче језера у Бањалучкој регији, она су малобројна. Најпознатије је вјештачко језеро Балкана, које се састоји од два језера, великог и малог. Балкана је центар зимског и љетног туризма. Бочац је такође вјештачко акумулационо језеро на ријеци Врбас. Настало је изградњом бране за потребе истоимене хидроелектране. Налази се између планина Чемернице и Мањаче. 
У Бањалучкој регији су бројни извори минералних и термалних вода. На многима од њих су изграђене бање. Најпознатије су Мљечаница код Козарске Дубице, Лакташи, Слатина код Бањалуке... 
Регија располаже значајним природним богатствима. То су плодно земљиште, воде (ријеке, језера, термоминералне воде), шуме. Значајно богатство су и руде метала и неметала. У Љубији је највећи рудник гвожђа у Босни и Херцеговини. Значајне резерве гвожђа су и у Омарској и Томашици. Код Приједора су резерве гипса, а код Шипова глине. Поједина налазишта минерала су затворена због скупе, нерентабилне експлоатације. 

## Становништво
Бањалучка регија је највећа, популационо најбројнија и привредно најразвијенија регија Републике Српске. Површина регије је 8.869 km². По прелиминарним подацима пописа из 2013. године, имала је 597 000 становника, а густина насељености (67 становника на km²) је неравномјерна. Највећа концентрација становништва је у Бања Луци и Приједору. Број становника у сеоским предјелима се стално смањује. 
Бања Лука је највећи град Републике Српске. Представља политички, културни, здравствени, спортски и универзитетски центар регије и Републике Српске. Смјештен је на обали Врбаса на надморској висини од 163 метра (средишњи дио града). У 19 вијеку се развија значајни трговачки центар. Развој индустрије почиње изградњом прве жељезничке пруге 1872. године. Културно-историјски споменици (Кастел), архитектура (Бански двор), музеји, ријека Врбас и природа околине основа су за развој туризма. Бања Лука се налази у сеизмички веома нестабилној зони. Снажан земљотрес десио се 1969. године са катастрофалним посљедицама.
Приједор је други град по величини у Бањалучкој регији, а трећи град по броју становника у Републици Српској. Смјештен је у подножју планине Козаре, на обали ријеке Сане. Значајан је индустријски центар. 
Привредни центри у Бањалучкој регији су још: Градишка, Лакташи, Прњавор, Нови Град, Козарска Дубица, Котор Варош, Мркоњић Град, Србац, Челинац. 
| Степен привредне развијености | Општина                                                          |
| ----------------------------- | ---------------------------------------------------------------- |
| Развијене општине             | Бања Лука, Градишка, Лакташи, Мркоњић Град, Приједор, Прњавор    |
| Средње развијене општине      | Козарска Дубица, Котор Варош, Нови Град, Србац, Челинац          |
| Неразвијене општине           | Костајница, Петровац, Рибник, Шипово                             |
| Изразито неразвијене општине  | Источни Дрвар, Језеро, Кнежево, Купрес, Крупа на Уни, Оштра Лука |

## Привреда

### Пољопривреда
Пољопривреда у Бањалучкој регији има одличне природне услове за развој. Најплодније земљиште је у Посавини и Лијевче пољу, али и у Перипанонском ободу. То је предуслов за развијену земљорадњу у оквиру које се највише производе житарице, поврће, воће, те индустријско и крмно биље. У низијском дијелу регије карактеристично је стајско, интензивно сточарство (говеда, свиње, перад). У планинском дијелу још увијек је у великој мјери карактеристично пашњачко, екстензивно сточарство. Шумарство, лов и риболов представљају важне дјелатности у регији.

### Индустрија
Индустрија ове регије је најразвијенија у односу на остале регије у Републици Српској. Значајна пољопривредна производња је предуслов за развој прехрамбене индустрије јер има домаће сировине. Фабрике за прераду воћа, поврћа, меса и млијека су распоређене у Посавини, Поткозарју и Лијевче пољу. Неке од најзначајнијих фабрика које су успјеле да обнове производњу после грађанског рата су „Витаминка“ Бања Лука, Бањалучка пивара, „Млијекопродукт“ Козарска Дубица, „Мира“ Приједор.

### Енергетика
Енергетика регије користи значајан хидропотенцијал Врбаса, гдје је изграђена хидроелектрана „Бочац“. Предвиђена је изградња и малих, проточних хидроелектрана на Угру и другим ријекама. 

### Рударство
Бањалучка регија, смјештена у западном дијелу Републике Српске, богата је разноврсним минералним ресурсима, што је чини значајним центром рударске индустрије. Посебно се истичу налазишта гвоздене руде у Љубији и Омарској, гдје се експлоатација одвија већ више од једног вијека. Рудник у Љубији отворен је 1916. године, док је рудник Омарска, као део компаније Арселор Митал Приједор, један од кључних произвођача гвоздене руде у региону. Ова компанија је 2024. године обиљежила двије деценије успјешног рада, са годишњом производњом од око 1,1 милион тона концентрата гвоздене руде.
Поред гвоздене руде, регија је богата и другим минералним сировинама. У околини Мркоњић Града налазе се значајна лежишта боксита, док се у Новом Граду и Шипову експлоатише гипс. Такође, у Новом Граду и Рамићима присутна су налазишта цементног лапора, а у Укрини се налази фабрика креча која користи локални кречњак. Ријека Врбас и друге водене површине у региону пружају значајне хидроенергетске потенцијале, доприносећи енергетском сектору и укупном економском развоју Бањалучке регије.

### Саобраћај
Саобраћај Бањалучке регије је значајан због његовог транзитног карактера. Регија је раскрсница копнених путева који повезују сусједне државе и дијелове Босне и Херцеговине и Републике Српске. Магистрални путеви друмског саобраћаја су у много бољем стању него у осталим регијама. Први и за сада једини ауто-пут у Републици Српској повезује Бања Луку и Градишку. У изградњи је и пут који ће повезивати Бања Луку и Добој. Жељезничка пруга од Новог Града, преко Бања Луке, повезује регију са осталим линијама жељезничког саобраћаја у Босни и Херцеговини . Ваздушни саобраћај се одвија преко јединог аеродрома у Републици Српској, Маховљани код Бања Луке.

### Туризам
Туризам у Бањалучкој регији је града привреде која има одличне услове за развој. Планински туризам (зимски, излетнички) је карактеристичан на свим планинама, али се нарочито издваја Козара. Градски туризам је прије свега развијен у Бања Луци. Бањски туризам је развијен не само као дио здравственог туризма него све више и као рекреативни. Туристичка понуда се све више оријентише и на манифестациони („Кочићев збор“) и вјерски туризам. Спортски риболов, рафтинг на Врбасу и другим ријекама представљају значајну перспективу развоја.